# Кутільяно
Кутільяно (італ. Cutigliano) — муніципалітет в Італії, у регіоні Тоскана,  провінція Пістоя.
Кутільяно розташоване на відстані близько 290 км на північний захід від Рима, 55 км на північний захід від Флоренції, 23 км на північний захід від Пістої.
Населення — 1522 особи (2014).

## Демографія
Населення за роками:

Станом на 31 грудня 2014 року в муніципалітеті офіційно проживало 68 іноземців з 13 країн, серед них 57 громадян країн Євросоюзу.

## Сусідні муніципалітети
- Абетоне
- Баньї-ді-Лукка
- Фанано
- Ф'юмальбо
- Пітельйо
- Сан-Марчелло-Пістоїєзе